# Spindalis
Spindalis es un género de aves paseriformes en su propia familia Spindalidae, que anteriormente se clasificaba en Phaenicophilidae y antes todavía en Thraupidae. El género es considerado endémico de las Antillas Mayores, una población en la isla de Cozumel, frente a la costa este de la península de Yucatán, es parte de la fauna de las Indias Occidentales de esa isla.

## Especies
El género contiene las siguientes especies:
- Spindalis zena – cigua cubana.
- Spindalis portoricensis – cigua puertorriqueña.
- Spindalis dominicensis – cigua de la Española.
- Spindalis nigricephala – cigua jamaicana.

## Taxonomía

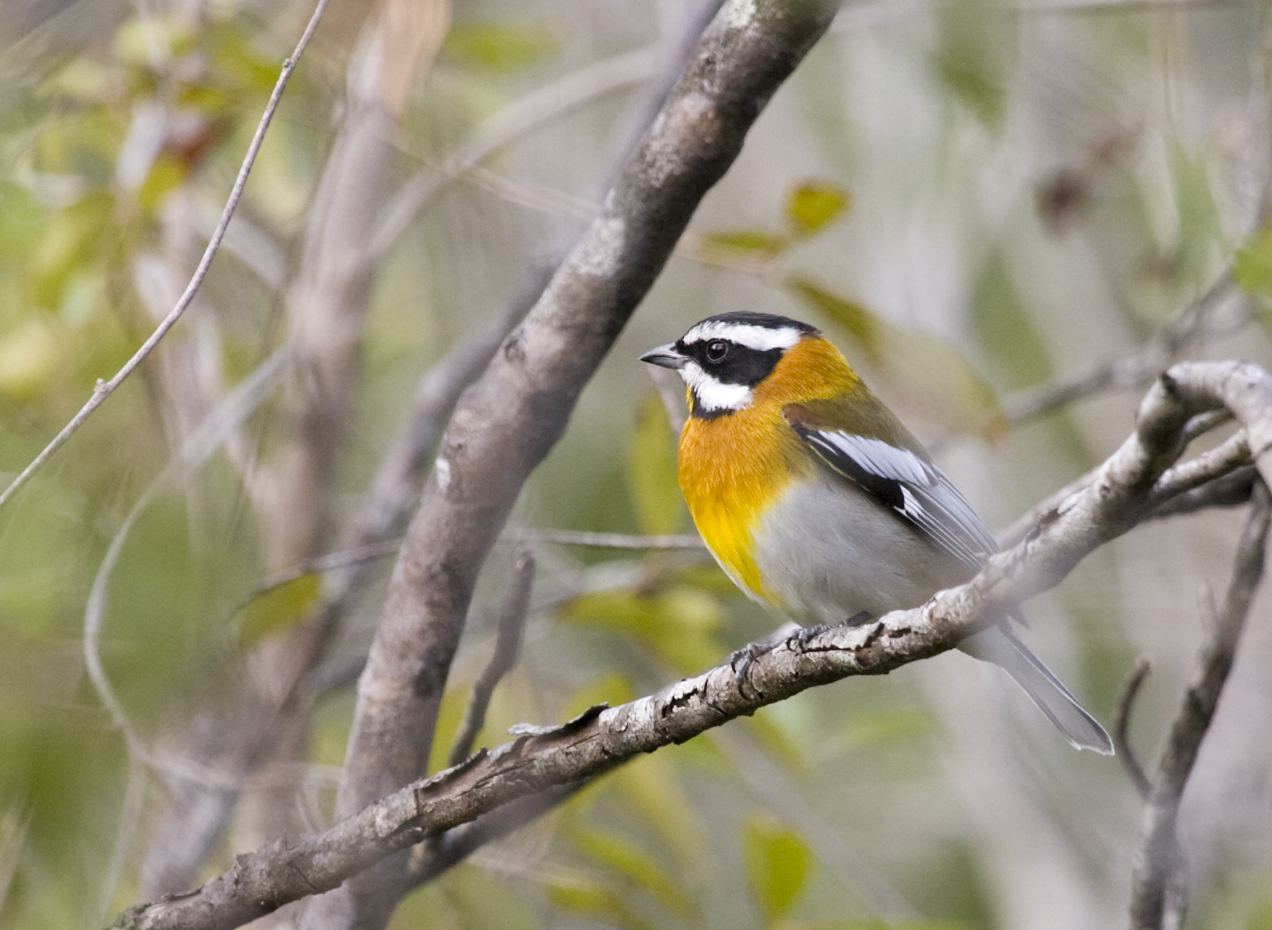
Spindalis Nigricephala

Históricamente, el género consistía en una sola especie politípica, Spindalis zena, con ocho subespecies reconocidas —S. z. townsendi y S. z. zena de las Bahamas, S. z. pretrei de Cuba, S. z. salvini de Gran Caimán, S. z. dominicensis de La Española y la isla de la Gonâve, S. z. portoricensis de Puerto Rico, S. z. nigreciphala de Jamaica, y S. z. benedicti de Cozumel. En 1997, basado principalmente en diferencias morfológicas y de vocalización, tres de las subespecies (portoricensis, dominicensis y nigricephala) fueron elevadas a la categoría de especies. S. zena permaneció como especie politípica con cinco subespecies —S. z. pretrei, S. z. salvini, S. z. benedicti, S. z. townsendi, yS. z. zena.
El presente género estuvo incluido previamente en Thraupidae y más recientemente en Phaenicophilidae. Sin embargo, datos genético-moleculares recientes de Barker et al. (2013) y (2015) lo sitúan en un grupo de tangaras caribeñas, y sugieren que es lo suficientemente divergente como para merecer su propia familia, Spindalidae (propuesta por los autores), que estaría hermanada a Nesospingidae, y, por su vez, el par formado por ambas hermanado a Phaenicophilidae.
Los recientes cambios taxonómicos ya fueron adoptados por el Congreso Ornitológico Internacional (IOC) y por Clements checklist v.2018.